# Kosmos 110

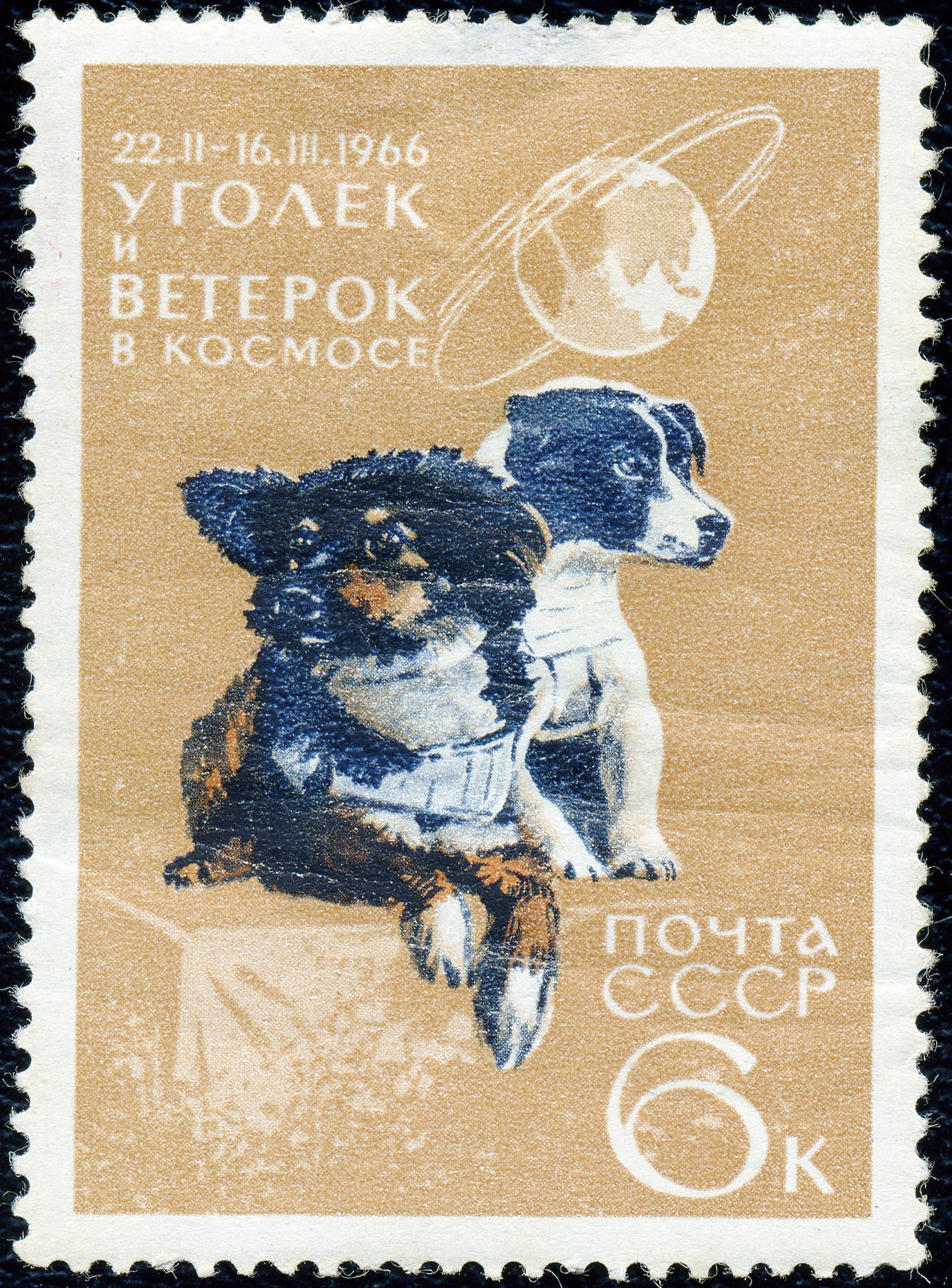
Francobollo commemorativo della missione

Il Kosmos 110 (russo: Космос 110) era una sonda sovietica lanciata dal cosmodromo di Bajkonur il 22 febbraio 1966 con un lanciatore Soyuz. Aveva un corpo di rientro (capsula) per il recupero degli strumenti scientifici e degli oggetti di prova che ospitava, come ad esempio diverse piante. Ospitò inoltre i cani Veterok (Brezza) e Ugolyok (Pezzetto di carbone) che facevano parte dei cani utilizzati dai sovietici nel loro programma spaziale. Il loro volo orbitale, a bordo del Kosmos 110, durò ben 22 giorni e ben 330 orbite attorno alla Terra. Il 16 marzo rientrarono a Terra e vennero recuperati e soccorsi, in quanto mostravano segni di grave disidratazione e perdita di peso perdita di peso. L'esperimento sulle piante nello spazio mostrò che alcune crescevano più velocemente, come ad esempio la lattuga e il cavolo cinese, mentre al contrario i fagioli germinavano con maggior difficoltà.